# Hangnem nélküli bagatell
A Hangnem nélküli bagatell Liszt Ferenc zongorára írt Mefisztó-keringői sorába tartozik. Liszt 1883-ban komponálta. A bagatellt Liszt életében nem adták ki, jegyzékszáma: S.216a. A művet az atonális zene egyik előfutáraként tartják számon.

## A mű születése
Liszt Ferenc gyakorlatilag egész életét végigkísérte a Faust-téma, vagy inkább a történet Mefisztója, aki a komponista számára az emberben meglévő gonosz megtestesítője volt. Több ilyen témájú zeneművet is írt, amelyeknek az irodalmi alapja Nikolaus Lenau irodalmi műve volt. Az Első Mefisztó-keringő eredetileg a Két epizód Lenau Faustjából című szimfonikus mű (1860) második tétele, a Második Mefisztó-keringő pedig egy 1881-es keltezésű önálló szimfonikus darab volt, s Liszt mindkettőből zongoraátiratot készített. A harmadik és a negyedik Mefisztó-keringő már eleve zongorára íródott, 1883-ban és 1885-ben.
A Hangnem nélküli bagatellt 1883 második felében komponálta, nem sokkal a Harmadik Mefisztó-keringő után. A címe eredetileg Negyedik Mefisztó-keringő – hangnem nélkül volt, Liszt csak utólag írta a kottára az újabb címváltozatot: Bagatelle ohne Tonart, és a darab máig ezen a néven ismert. A zongoradarab Liszt, az „abbénak öltözött Mefisztó” öregkori stílusát viseli magán.
A Bagatellt még Liszt életében, 1885. június 10-én mutatta be Hugo Mansfeldt, Liszt tanítványa, Weimarban. Nyomtatásban csak 1956-ban jelent meg Budapesten, a Zeneműkiadó gondozásában.

## A zene
A hangok egyenrangúságát feltételező tizenkétfokú hangsorral Liszt már viszonylag korán el kezdett foglalkozni. A mű valóban hangnem nélküli, hangnemet, sőt alaphangot sem lehet érzékelni benne, rendkívül kromatikus jellegű. Ezzel szemben az ütemezése igazi keringői: 3/4-es, egyedüliként az öregkori Mefisztó-keringők között. A tonalitással kapcsolatban írta a kiadó Szelényi István, hogy „dallama nem szorítható be egyetlen ismert hangnem keretébe sem, akkordkapcsolatai között pedig egyetlenegy sincs, amely a bécsi klasszikusok összhangzattani rendszerével magyarázható lenne”. Liszt nem a megszokott hétfokú skálákra építette művét, a mű hangnemileg is felszabadul minden kötöttség alól, teljesen újfajta akkordokat tartalmaz. Kroó György szerint „a Lenau-féle Faust falusi kocsmájában játszódó jelenet Mefisztó-alakja itt válik testetlen ideává, már egyértelműen a huszadik század zenéjét jósolva…”.
Maga a mű a szokásos reprízes formában készült. Két anyagból épül, ezek bemutatása után mindkettő variált visszatérése következik – kis kadenciát követően. A kóda 4/4-es ütemre vált, és egy szűkített szeptim akkordsorral zárul a darab.